# Herrie in Hotel Spaander
Herrie in Hotel Spaander is een Nederlands televisieprogramma dat uitgezonden werd door RTL 4. Het programma kreeg in 2016 een tweede seizoen onder de naam Herrie op de Bosbaan. In 2017 verscheen seizoen drie onder de naam Herrie in de Druiventros. De presentatie van het programma was in handen van Herman den Blijker en Willem Reimers.
Het programma vertoont gelijkenissen met het televisieprogramma Herrie in het Hotel uit 2007, dat ook door Den Blijker en Reimers werd gepresenteerd.

## Format
In het programma hielpen Herman den Blijker en hotelier Willem Reimers elk seizoen een andere ondernemer om zijn onderneming nieuw leven in te blazen, deze onderneming kan een hotel of café zijn. De heren proberen diverse wijzigingen aan te brengen aan onder andere de menukaarten en het interieur. Verder geven ze het personeel tips hoe ze hun werk beter kunnen uitvoeren.

## Seizoensoverzicht
| Seizoen | Titel                    | Afl. Aantal | Start seizoen    | Start seizoen | Einde seizoen    | Einde seizoen |
| Seizoen | Titel                    | Afl. Aantal | Datum            | Kijkcijfers   | Datum            | Kijkcijfers   |
| ------- | ------------------------ | ----------- | ---------------- | ------------- | ---------------- | ------------- |
| 1       | Herrie in Hotel Spaander | 6           | 28 april 2015    | 1.608.000     | 2 juni 2015      | 1.357.000     |
| 2       | Herrie op De Bosbaan     | 7           | 31 augustus 2016 | 884.000       | 12 oktober 2016  | 867.000       |
| 3       | Herrie in De Druiventros | 8           | 25 oktober 2017  | 855.000       | 13 december 2017 | 799.000       |

## Achtergrond
Het eerste seizoen werd opgenomen in het bekende Hotel Spaander. De eerste aflevering werd uitgezonden op 28 april 2015 en werd bekeken door 1.608.000 kijkers. Hiermee sloot het programma de top die af van best bekeken programma's van die dag. De tweede aflevering werd echter door 1.056.000 kijkers bekeken en verloor ten opzichte van de eerste aflevering ruim een half miljoen kijkers. Het eerste seizoen sloot af met 1.357.000 kijkers.
In het derde seizoen hadden Den Blijker en Reimers een deel van Hotel De Druiventros opnieuw ingericht als een pop-up store. Een aantal maanden na de opnames zette de eigenaar van het hotel de hele inboedel van het pop-up restaurant op Marktplaats om het te verkopen, dit behaalde de landelijke media.